# Đại Danh
Đại Danh (chữ Hán giản thể: 大名县, âm Hán Việt: Đại Danh huyện) là một huyện thuộc địa cấp thị Hàm Đan, tỉnh Hà Bắc, Cộng hòa Nhân dân Trung Hoa. Huyện Đại Danh có diện tích 1052 ki-lô-mét vuông, dân số 740.000 người. Mã số bưu chính Đại Danh là 056900. Chính quyền huyện đóng ở trấn Đại Danh. Thời nhà Tống, đây là phủ Đại Danh, là Bồi Đô của Bắc Tống. Đại Danh là quê hương của Đặng Lệ Quân. Về mặt hành chính, huyện này được chia thành 6 trấn, 14 hương.
- Trấn: Đại Danh, Vạn Đề, Long Vương Miếu, Dương Kiều, Thúc Quán, Kim Than.
- Hương: Đại Nhai, Vương Thôn, Cựu Trị, Bắc Phong, Tây Vị Trang, Hồng Miếu, Tôn Cam Điếm, Tây Thôn Tập, Sa Khất Bảo, Trương Tập, Hoàng Kim Đề, Niệm Đầu, Doanh Trấn, Phố Thượng.